# Saperda subscalaris
Saperda subscalaris är en skalbaggsart som beskrevs av Stefan von Breuning 1952. Saperda subscalaris ingår i släktet Saperda och familjen långhorningar. Inga underarter finns listade i Catalogue of Life.